# Alex Clare
Alex Clare (* 14. September 1985 in Southwark, London; bürgerlich Alexander George Claire) ist ein britischer Sänger und Songwriter. Seine Musik verbindet Soulelemente mit Dubstep.

## Leben
Clare stammt aus dem Norden von London. Zu Beginn seiner Karriere spielte er eigene Songs auf der Gitarre bei Open-Mic-Veranstaltungen in London. Sein Debütalbum The Lateness of the Hour, produziert von den Musikern Major Lazer, Diplo und Switch, wurde am 11. Juli 2011 veröffentlicht. Die im März 2011 vorab ausgekoppelte Single Too Close erreichte ein Jahr später Platz 1 der iTunes-Charts in Deutschland. 2012 wurde Too Close der Werbespotsong für den Windows Internet Explorer 9 und in der Folge erreichte sowohl die Single als auch das Album die US-Charts.

## Diskografie

### Alben
- 2011: The Lateness of the Hour
- 2014: Three Hearts
- 2016: Tail of Lions
- 2018: Three Days at Greenmount

### Singles
- 2011: Up All Night
- 2011: Too Close
- 2011: Treading Water
- 2011: Caroline
- 2011: When Doves Cry
- 2012: Hummingbird
- 2014: War Rages On
- 2014: Never Let You Go
- 2016: Tell Me What You Need
- 2017: Get Real
- 2019: Crazy to Love You (mit Decco)

### Als Gastmusiker
- 2012: Not Giving In (Rudimental feat. John Newman & Alex Clare)
- 2013: Endorphins (Sub Focus feat. Alex Clare)
- 2013: Give It All (Don Diablo feat. Alex Clare & Kelis)
- 2016: Living (Bakermat feat. Alex Clare)
- 2018: Heaven to Me (Don Diablo feat. Alex Clare)
- 2019: Learn To Lose (Bakermat feat. Alex Clare)

## Auszeichnungen für Musikverkäufe
| Goldene Schallplatte - Brasilien - 2023: für die Single Too Close - Dänemark - 2013: für das Streaming Too Close - Frankreich - 2017: für die Single Living - Italien - 2017: für die Single Living - Niederlande - 2017: für die Single Living - Norwegen - 2013: für das Streaming Not Giving In - Schweden - 2022: für die Single Living | 2× Platin-Schallplatte - Australien - 2013: für die Single Not Giving In - Neuseeland - 2016: für die Single Not Giving In |

Anmerkung: Auszeichnungen in Ländern aus den Charttabellen bzw. Chartboxen sind in ebendiesen zu finden.
| Land/RegionAuszeichnungen für Musikverkäufe (Land/Region, Auszeichnungen, Verkäufe, Quellen) | Silber  | Gold       | Platin       | Verkäufe  | Quellen             |
| -------------------------------------------------------------------------------------------- | ------- | ---------- | ------------ | --------- | ------------------- |
| Australien (ARIA)                                                                            | —       | —          | 2× Platin2   | 140.000   | aria.com.au         |
| Brasilien (PMB)                                                                              | —       | Gold1      | —            | 30.000    | pro-musicabr.org.br |
| Dänemark (IFPI)                                                                              | —       | Gold1      | —            | —         | ifpi.dk             |
| Deutschland (BVMI)                                                                           | —       | 2× Gold2   | Platin1      | 550.000   | musikindustrie.de   |
| Frankreich (SNEP)                                                                            | —       | Gold1      | —            | 75.000    | snepmusique.com     |
| Italien (FIMI)                                                                               | —       | Gold1      | —            | 25.000    | fimi.it             |
| Neuseeland (RMNZ)                                                                            | —       | —          | 2× Platin2   | 30.000    | radioscope.co.nz    |
| Niederlande (NVPI)                                                                           | —       | Gold1      | —            | 20.000    | nvpi.nl             |
| Norwegen (IFPI)                                                                              | —       | Gold1      | —            | —         | ifpi.no             |
| Österreich (IFPI)                                                                            | —       | Gold1      | —            | 15.000    | ifpi.at             |
| Schweden (IFPI)                                                                              | —       | Gold1      | —            | 40.000    | Einzelnachweise     |
| Schweiz (IFPI)                                                                               | —       | —          | Platin1      | 30.000    | hitparade.ch        |
| Vereinigte Staaten (RIAA)                                                                    | —       | —          | 2× Platin2   | 2.000.000 | riaa.com            |
| Vereinigtes Königreich (BPI)                                                                 | Silber1 | Gold1      | 2× Platin2   | 1.300.000 | bpi.co.uk           |
| Insgesamt                                                                                    | Silber1 | 11× Gold11 | 10× Platin10 |           |                     |